# Synagoga Beth Israel w Oranjestadzie
Synagoga Beth Israel w Oranjestadzie – synagoga znajdująca się w Oranjestadzie, stolicy Aruby, otwarta 4 listopada 1962 roku. Jest jedynym czynnym żydowskim domem modlitwy na wyspie.
Niewielki budynek obsługuje kilkanaście sefardyjskich i aszkenazyjskich rodzin żydowskich, pochodzących głównie z Portugalii, a także z Holandii, Polski oraz Surinamu. Z powodu tej różnorodności kulturowej obrządek synagogi jest mieszany. Nurt tej społeczności określa się jak liberalny, bardzo zbliżony do reformowanego lub konserwatywnego.
Od września 2003 jej rabinem był, pochodzący z Argentyny, Marcelo Bater, absolwent Seminario Rabínico Latinoamericano.